# (34595) 2000 TR29
2000 TR29 (asteroide 34595) é um asteroide da cintura principal. Possui uma excentricidade de 0.30128140 e uma inclinação de 19.67373º.
Este asteroide foi descoberto no dia 4 de outubro de 2000 por LINEAR em Socorro.